# 나치카쓰우라정
나치카쓰우라정(일본어: 那智勝浦町)은 일본 와카야마현 히가시무로군의 정이다.
유네스코 세계유산인 기이 산지의 영지와 참예도의 구마노 지역에 해당해 기이반도에서 유수한 관광지로 많은 관광객이 방문한다.

## 지리

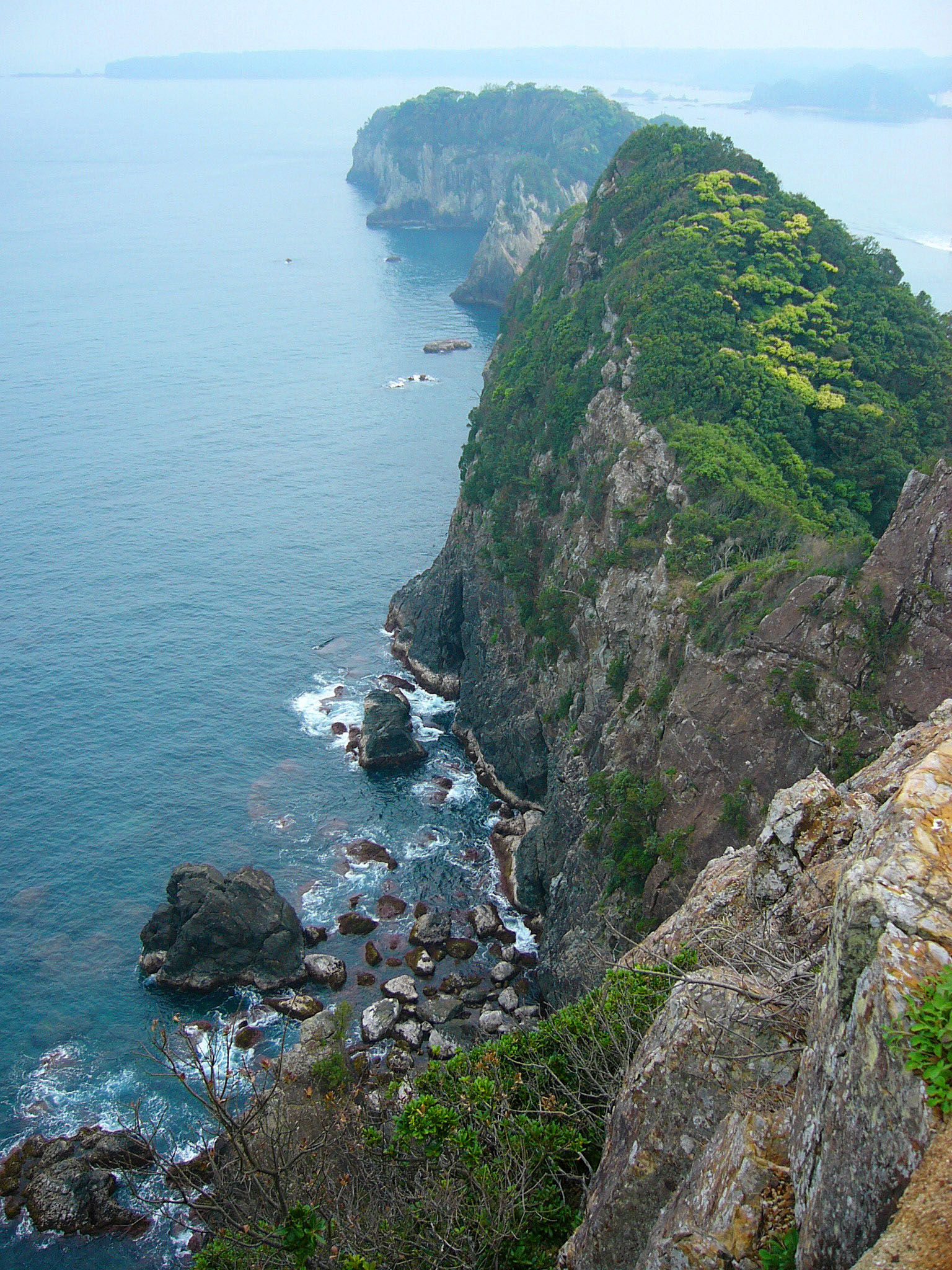
노로시 반도

나치카쓰우라 동쪽은 바다에 접하고 있고 그 해안선은 전형적인 리아스식 해안으로 이루어져 있다. 그 때문에 해안선이 복잡하고 기후는 쿠로시오 해류의 영향으로 온난해서 정내에는 천연의 양항이 여러 개 존재한다. 특히 가쓰우라의 항구는 바다가 노로시 반도에 둘러싸인 후미 안에 있고 그 입구에 나카노시마라는 섬이 있어서 그 안쪽에 있는 항구에는 바다의 거센 파도가 전혀 오지 않는다. 이러한 조건 덕분에 난키에서는 제일이라고 할 정도의 좋은 항구가 되고 있다. 이 가쓰우라의 항구 일대에는 온천도 용출하고 있다.
구시모토정과의 경계에는 하치로산(250m)이, 신구시와의 경계에는 나치산의 일부를 이루는 에보시산(909m), 히카리가봉(686m) 등이 있다. 나치가쓰우라정 서쪽 일대의 산악 지대, 특히 구마노 3산의 성지 중 하나인 나치산 일대는 관광지로 유명하고 많은 관광객들이 방문한다.
고노시로 지구로 흐르는 2급 하천인 부쓰부쓰강은 전체 길이가 13.5m로 법으로 지정된 하천 중 일본에서 가장 짧다.

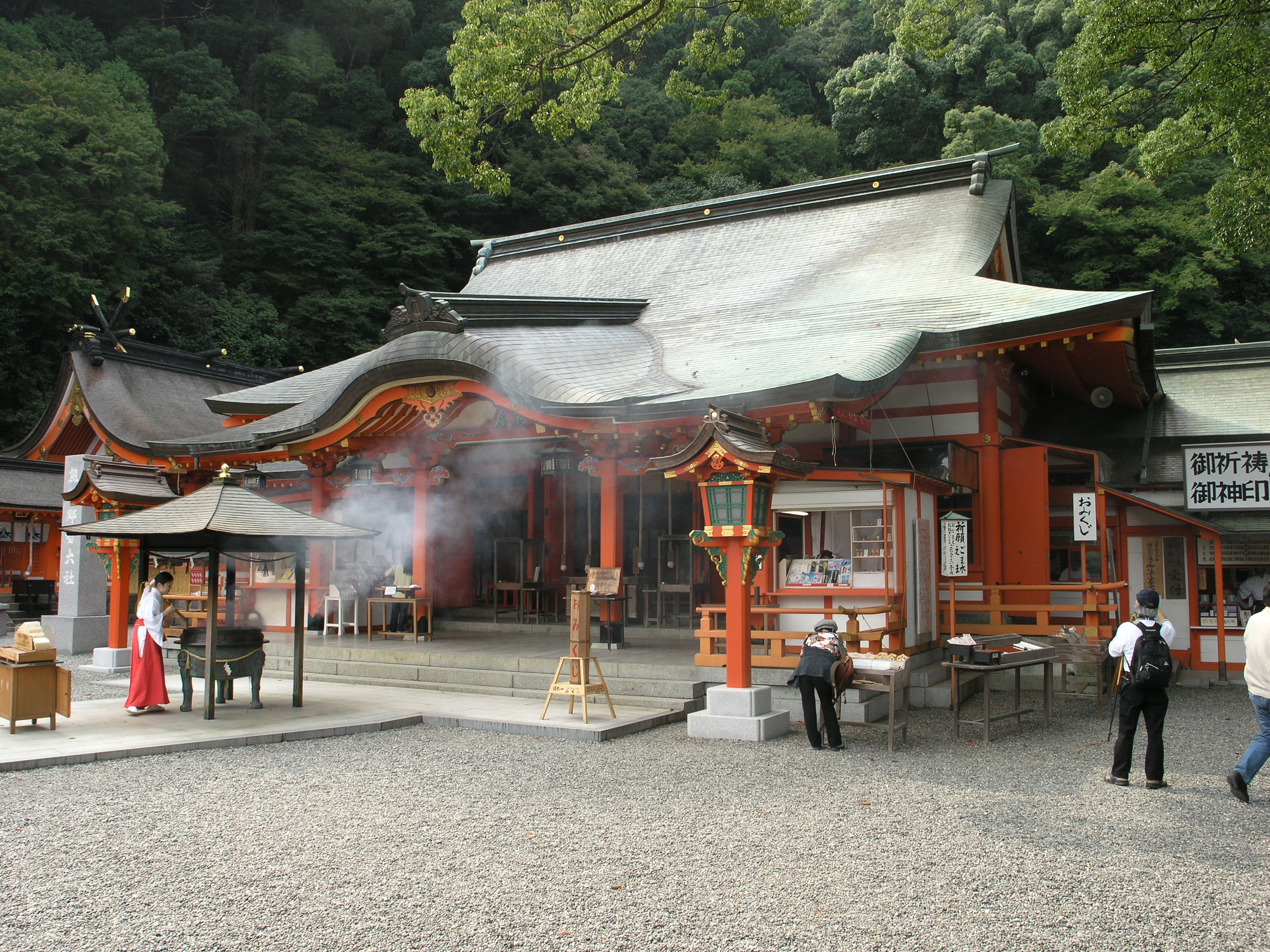
구마노나치 신사

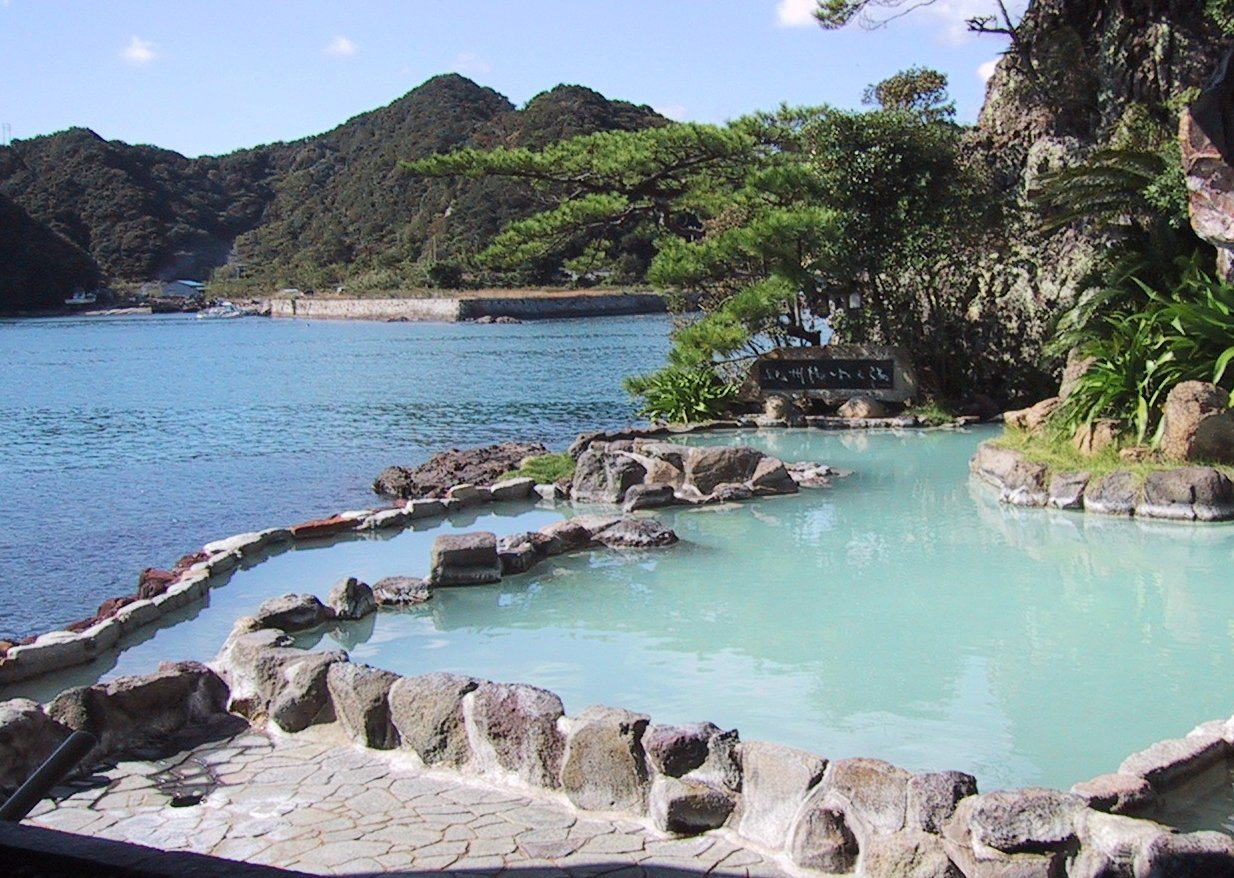
나치카쓰우라의 온천

## 역사
- 1889년 4월 1일 - 정촌제 시행에 따라 가쓰우라촌, 나치촌, 우구이촌, 이로카와촌, 가미오타촌, 시모오타촌, 시모사토촌이 탄생하였다.
- 1908년 5월 1일 - 가쓰우라촌이 정으로 승격해 가쓰우라정이 되었다.
- 1925년 4월 1일 - 시모사토촌이 정으로 승격해 시모사토정이 되었다.
- 1934년 8월 1일 - 나치촌이 정으로 승격해 나치정이 되었다.
- 1943년 2월 11일 - 가미오타촌과 시모오타촌이 합병해 오타촌이 되었다.
- 1955년 4월 1일 - 가쓰우라정, 나치정, 우구이촌, 이로카와촌 등 4개 정촌이 합병해 나치카쓰우라정이 되었다.
- 1960년 1월 11일 - 나치카쓰우라정, 시모사토정, 오타촌 등 3개 정촌이 합병해 현재의 나치카쓰우라정이 되었다.

## 교통

### 철도
- 서일본 여객철도 기세이 본선(기노쿠니선)
  - (← 신구시) - 우쿠이역 - 나치역 - 기이텐마역 - 기이카쓰우라역 - 유카와역 - (다이지정의 다이지역) - 시모사토역 - 기이우라가미역 - (구시모토정 →)

### 도로
- 국도 42호선